# Up Pops the Devil
Up Pops the Devil est un film américain réalisé par A. Edward Sutherland et sorti en 1931.

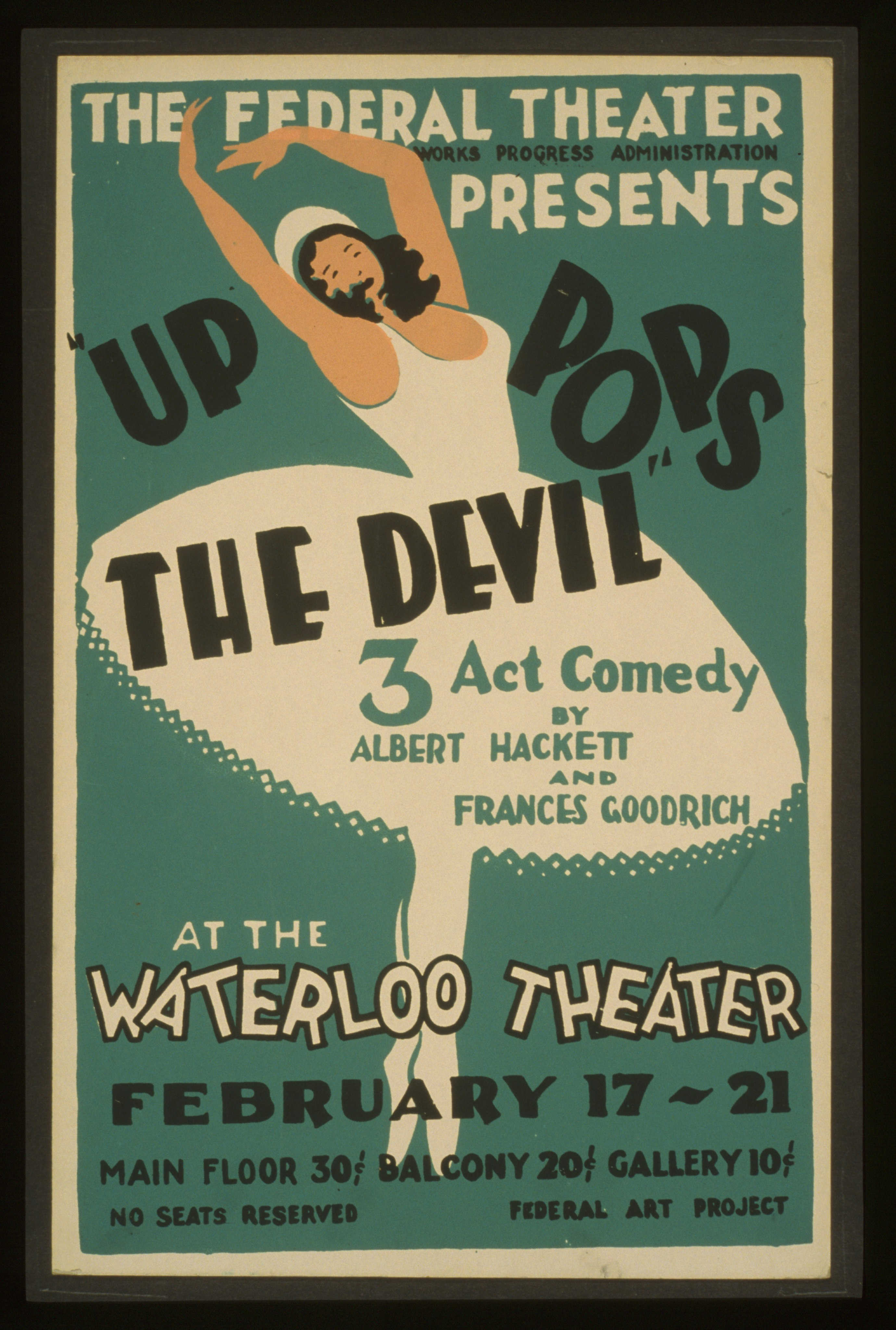
Affiche de la pièce Up Pops the Devil.

C'est une adaptation de la pièce de théâtre en trois actes d'Albert Hackett et Frances Goodrich qui a fait l'objet de 148 représentations à Broadway.

## Fiche technique
- Réalisation : A. Edward Sutherland
- Scénario : Arthur Kober et Eve Unsell, d'après la pièce d'Albert Hackett et Frances Goodrich
- Photographie : Karl Struss
- Musique : John Leipold
- Production : Paramount Pictures
- Distributeur : Paramount Pictures
- Durée : 85 minutes
- Date de sortie : 
  - États-Unis : 20 mai 1931

## Distribution
- Richard 'Skeets' Gallagher : Biney Hatfield
- Stuart Erwin : Stranger
- Carole Lombard : Anne Merrick
- Lilyan Tashman : Polly Griscom
- Norman Foster : Steve Merrick
- Edward J. Nugent : George Kent
- Theodore von Eltz : Gilbert Morrell
- Joyce Compton : Luella May Carroll
- Willie Best : Laundryman
- Eulalie Jensen : Mrs. Kent
- Harry Beresford : Mr. Platt
- Effie Ellsler : Mrs. Platt
- Guy Oliver : Waldo - Handyman

## Remake
Le film a fait l'objet d'un remake en 1938 sous le titre Thanks for the Memory.